# Senés
Senés é um município da Espanha, na província de Almería, comunidade autónoma da Andaluzia. Tem 50 km² de área e em 2021 tinha 291 habitantes (densidade: 5,8 hab./km²). Pertence à comarca de Filabres-Tabernas.